# Aarón Padilla Gutiérrez
Aarón Padilla Gutiérrez (Mexikóváros, 1942. július 10. – 2020. június 14.) mexikói válogatott labdarúgó.

## Pályafutása

### Klubcsapatban
A Pumas UNAM (1962–72, 1974–75), a CF Atlante (1972–73) és a CD Veracruz (1973–74) klubcsapataiban játszott.

### A válogatottban
1965 és 1970 között 55 alkalommal szerepelt a mexikói válogatottban és 8 gólt szerzett. Részt vett az 1966-os és a hazai rendezésű 1970-es világbajnokságon.

## Sikerei, díjai
Pumas UNAM
- Mexikói kupa (1): 1974–75